# Holly Aird
Imogen Holly Aird (Aldershot, 18 mei 1969) is een Brits actrice.

## Carrière
Aird begon in haar kinderjaren met het volgen van balletlessen. Hier werd zij gecast door een regisseur die haar in 1980 als jeugdactrice liet debuteren in de televisieserie The History of Mr. Polly, waarna zij nog meerdere rollen speelde in televisieseries en films. Zij is vooral bekend van haar rol als dr. Frankie Wharton in de televisieserie Waking the Dead waar zij in 39 afleveringen speelde (2000-2005).

## Huwelijken
Aird was van 1996 tot en met 2002 getrouwd met acteur James Purefoy met wie zij een zoon heeft. In 2004 is zij getrouwd met een freelance fotograaf met wie zij een dochter heeft.

## Filmografie

### Films
Uitgezonderd korte films.
- 2021 Silent Night - als Susie
- 2011 Page Eight - als Anna Hervé
- 2007 Secret Life - als Emma
- 2006 Scenes of a Sexual Nature - als Molly
- 2006 Losing It - als Nancy MacNaughton
- 2002 Possession - als Ellen Ash
- 1999 Dreaming of Joseph Lees - als Maria
- 1999 The Criminal - als Rebecca White
- 1998 The Theory of Flight - als Julie
- 1997 Rules of Engagement - als Dawn Boll
- 1997 Fever Pitch - als Jo
- 1996 Intimate Relations - als Deirdre
- 1995 Circles of Deceit: Dark Secret - als Sarah Ellis
- 1993 15: The Life and Death of Philip Knight - als Karen Painter
- 1992 Carry on Columbus - als Maria
- 1991 Agatha Christie's Miss Marple: They Do It with Mirrors - als Gina Hudd
- 1982 The Tale of Beatrix Potter - als jonge Beatrix
- 1982 Spider's Web - als Pippa Hailsham-Brown
- 1982 Secrets - als Wendy Ansell

### Televisieseries
Uitgezonderd eenmalige gastrollen.
- 2023 Hijack - als Amanda - 7 afl.
- 2022 Four Lives - als Jeanette - 2 afl.
- 2021 Casualty - als Laura Merriman - 2 afl.
- 2021 A Discovery of Witches - als Francoise - 6 afl.
- 2017 Unforgotten - als Elise - 3 afl.
- 2011 The Restaurant Inspector - als verteller - 2 afl.
- 2011 The Promise - als Chris Matthews - 4 afl.
- 2010 Identity - als Tessa Stein - 6 afl.
- 2009 Monday Monday - als Alyson - 7 afl.
- 2007 Torn - als Sarah Hooper - 3 afl.
- 2006 Casualty - als Laura Merriman - 3 afl.
- 2000-2005 Waking the Dead - als dr. Frankie Wharton - 39 afl.
- 1995-1998 Dressing for Breakfast - als Carla - 21 afl.
- 1997 Have Your Cake and Eat It - als Allie Gray - 4 afl.
- 1991-1995 Soldier Soldier - als Nancy Garvey / Nancy Thorpe - 23 afl.
- 1991-1992 Hope It Rains - als Jace Elliott - 13 afl.
- 1990 Sea Dragon - als Fion - 2 afl.
- 1989 Mother Love - als Emily - 4 afl.
- 1988 Double First - als Ellen Hobson - 7 afl.
- 1986 Seal Morning - als Rowena Farre - 6 afl.
- 1985 Affairs of the Heart - als Rosemary Bonamy - 6 afl.
- 1981 The Flame Trees of Thika - als Elspeth - 7 afl.
- 1980 The History of Mr. Polly - als miss Polly - 2 afl.

- Bibliothèque nationale de France: cb140669199 (data)
- International Standard Name Identifier: 0000 0001 1466 6653
- Library of Congress Control Number: nr2005028690
- Virtual International Authority File: 5137397
- WorldCat: E39PBJjxwJfdBxHTjgGWwpGrbd